# Harker Heights
Harker Heights é uma cidade localizada no estado estadunidense de Texas, no Condado de Bell.

## Demografia
Segundo o Censo dos Estados Unidos de 2020, a sua população era de 33 097 habitantes.

## Geografia
De acordo com o United States Census Bureau, no censo de 2020 a área era de 15,61 milha quadradas (40,4 km2).

## Localidades na vizinhança
O diagrama seguinte representa as localidades num raio de 20 km ao redor de Harker Heights.